# South Ealing
South Ealing è una stazione della metropolitana di Londra che si trova sulla diramazione di Heathrow della linea Piccadilly.

## Storia
La stazione di South Ealing è stata aperta nel 1883 dalla District Railway (DR, poi divenuta la linea District), sulla linea per collegare Londra all'ormai chiusa Hounslow Town.
La linea è stata elettrificata tra il 1903 e il 1905. La linea Piccadilly ha cominciato a servire la stazione nell'aprile 1935, aggiungendosi al servizio della DR fino all'ottobre 1964, anno in cui è cessato il servizio della linea District.
Nel 2006 la stazione ha subito lavori di ristrutturazione dei binari.

## Interscambi
Nelle vicinanze della stazione effettua fermata una linea automobilistica urbana, gestita da London Buses.
- Fermata autobus

## Galleria d'immagini

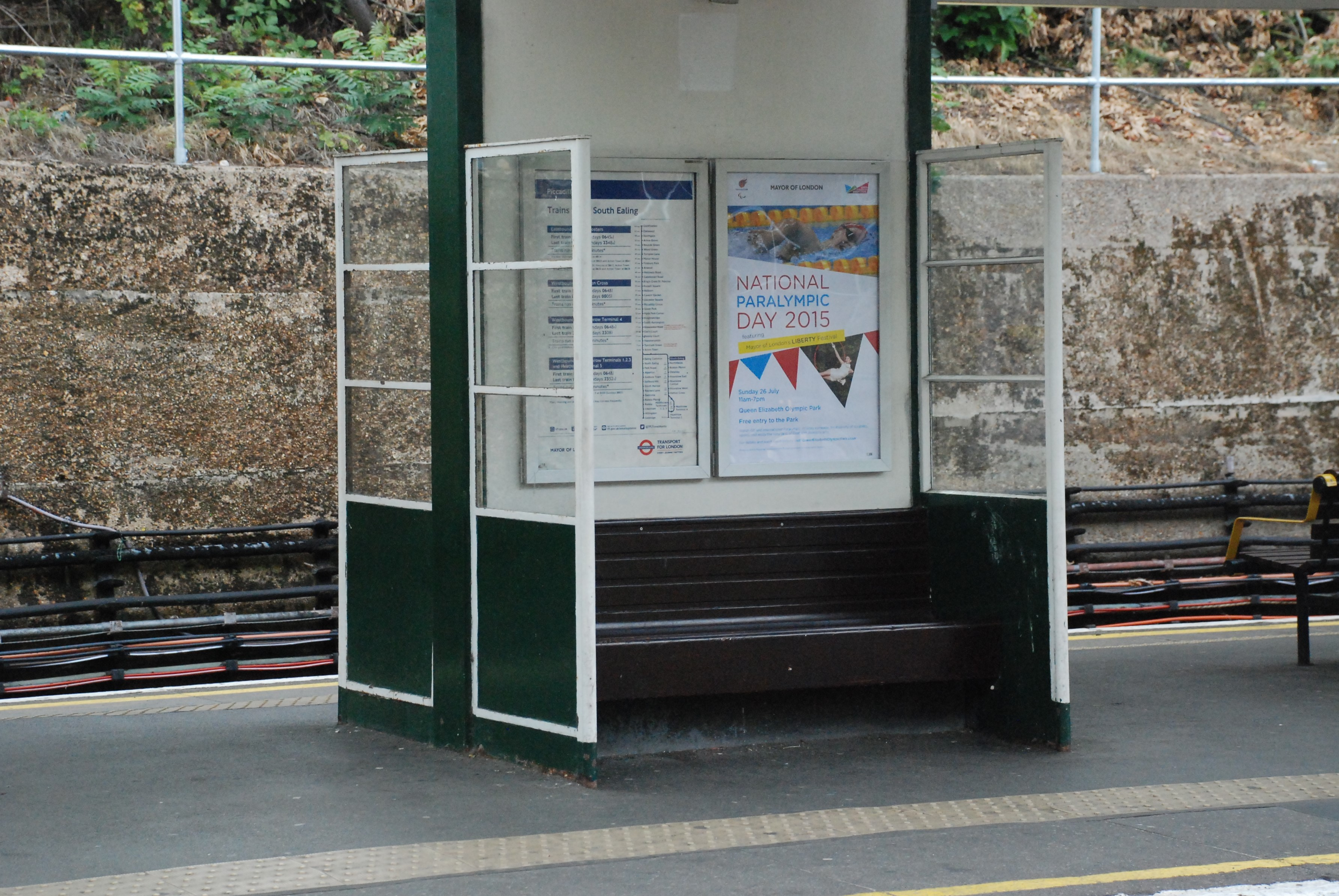
Sala d'aspetto in vetro e acciaio.
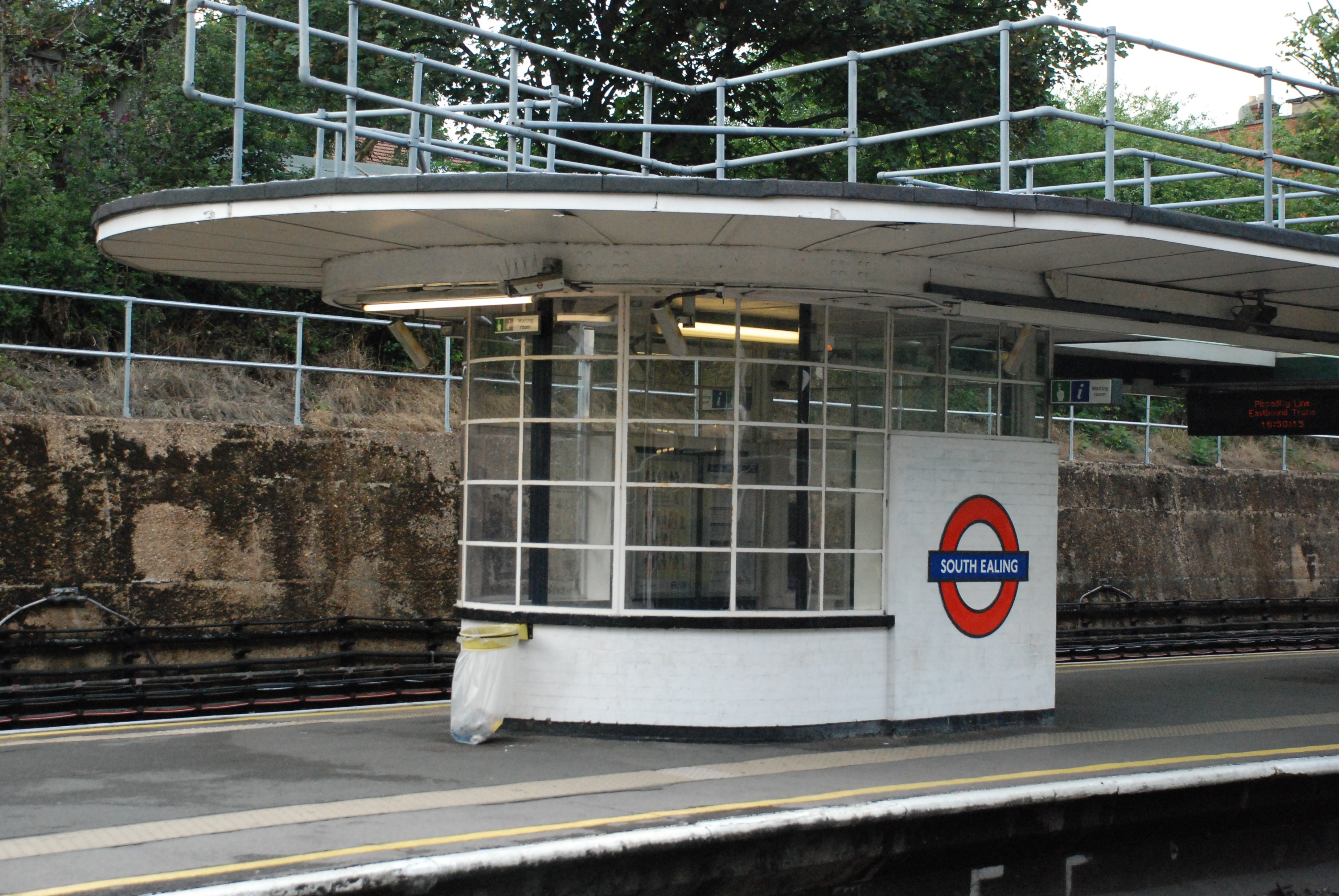
Edificio sul binario est.
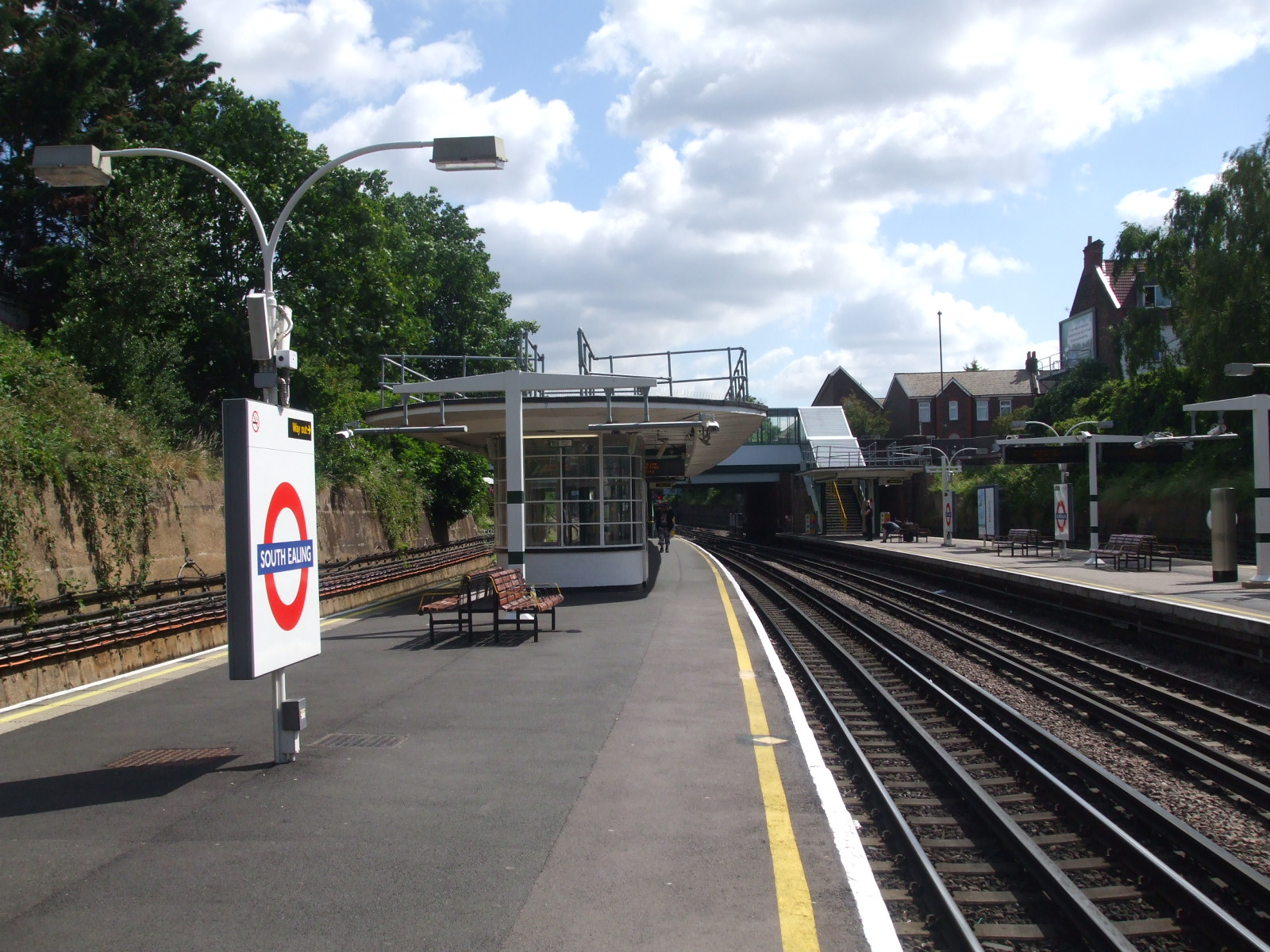
Binario est.
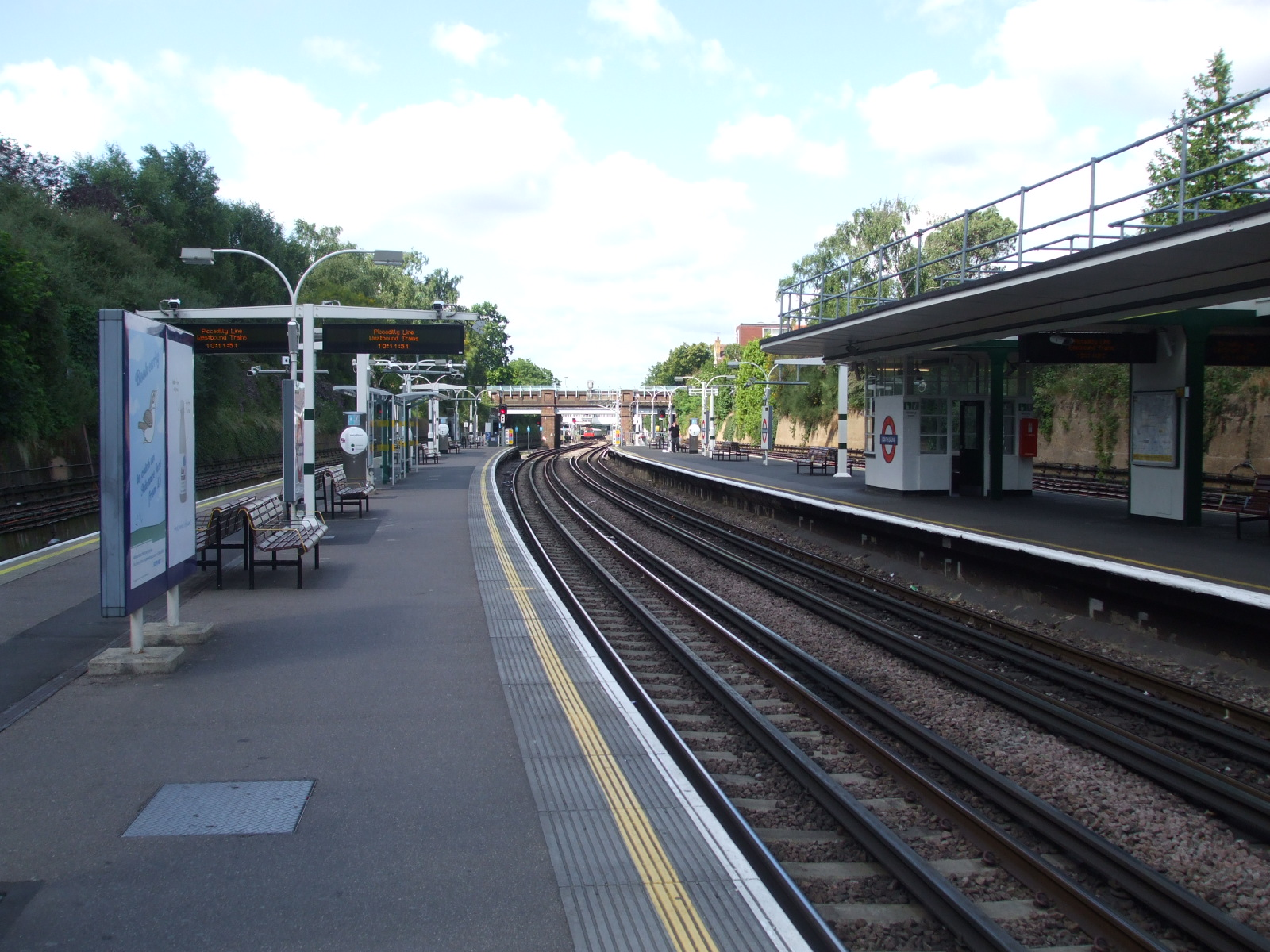
Binario ovest.
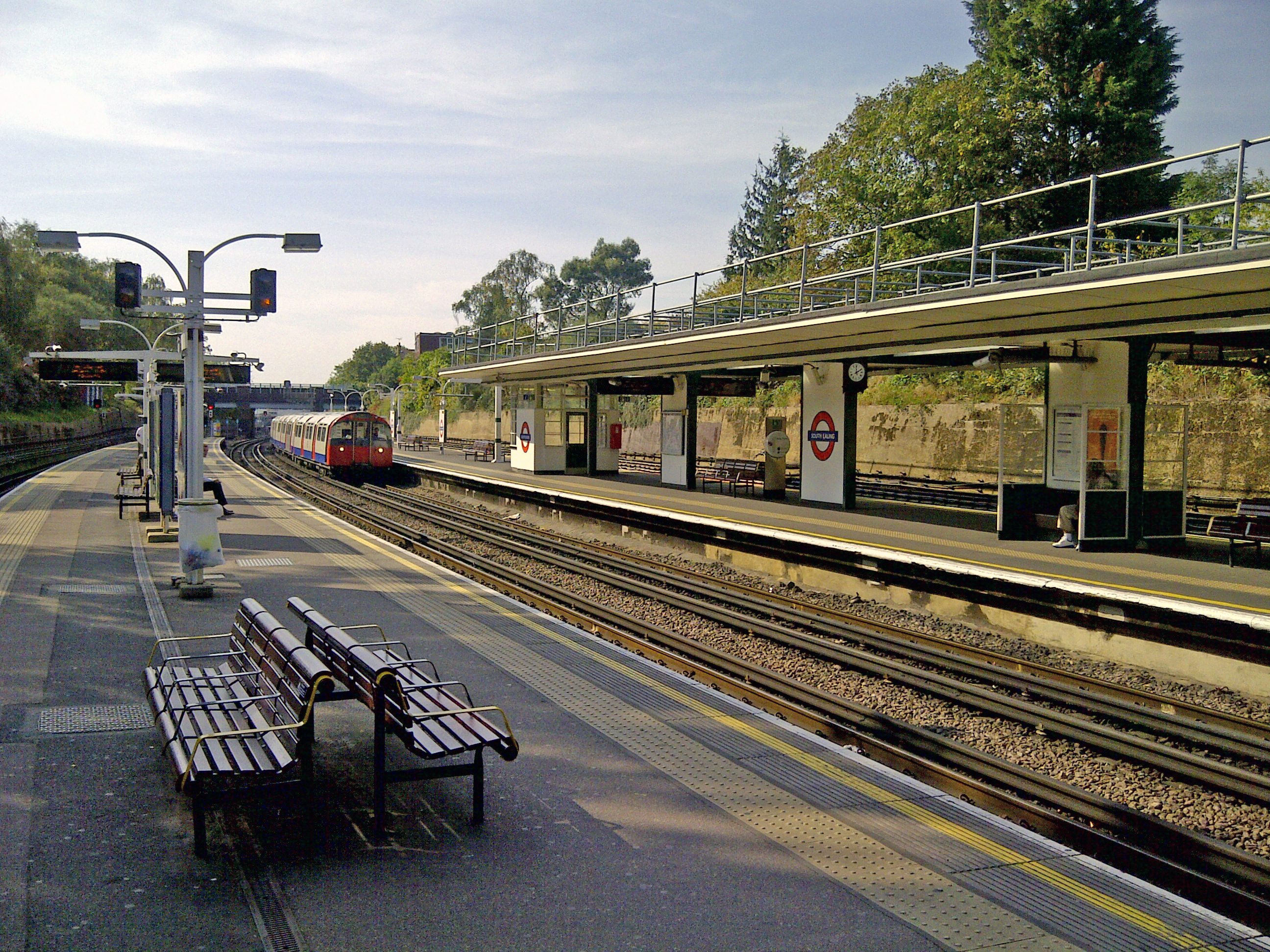
Treno della linea Piccadilly in arrivo in stazione.
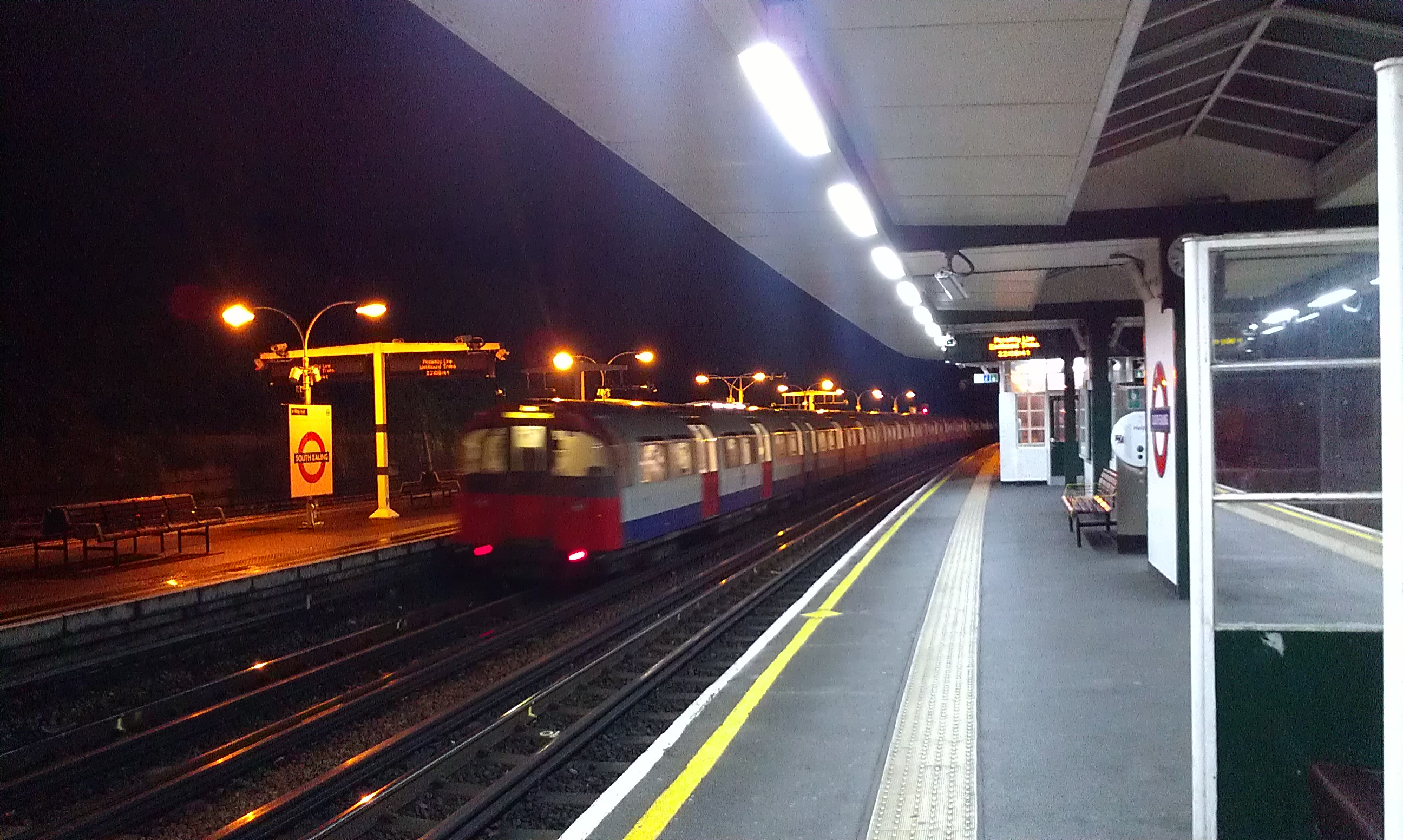
La stazione di notte.